# Яхромский автобусный завод
Яхромский автобусный завод — бывшее автобусостроительное предприятие в России, в городе Яхроме Московской области, занимавшееся сборкой и ремонтом автобусов.

## История
Основан в 1957 году, отделившись от Центральных ремонтных мастерских, а с 1975 года стал подразделением Дмитровского авторемонтного завода. В 1991 году был образован Яхромский автобусный завод. Создавалось данное предприятие для обеспечения автобусами автотранспортных предприятий Московской области, Москвы и ещё других 10 регионов России.

## Деятельность
Производилась как сборка новых автобусов (ЛиАЗ-677, ЛиАЗ-5256), так и капитально-восстановительный и кузовной ремонт. Также завод в 1990-х годах на базе ЛиАЗ-5256 разработал модель ЯАЗ-5267 с некоторыми отличиями. В 1995—1996 годах было поставлено в Москву 28 автобусов. Качество сборки получилось значительно ниже, чем у оригиналов. 
Но, несмотря на это, автобусы данной марки «зарекомендовали себя с положительной стороны» и даже приняли участие в автопробеге Москва — Владивосток. Тем не менее, почти все экземпляры этой модели один, а то и два раза проходили капитальный ремонт.
С 1995 года освоен ремонт автобусов иностранного производства Ikarus. Помимо автобусов, также производил коммунальное и строительное оборудование.
В 2016 году предприятие ликвидировано.